# Mariano Trías
Mariano Trías (12 ottobre 1868 – 22 febbraio 1914) è stato un politico e rivoluzionario filippino, fu il primo vicepresidente delle Filippine.

## Biografia
Mariano Trías fu il quinto figlio di Don Balbino Trías, proprietario terriero, giudice di pace e Cabeza de Barangay, e Gabriela Closas. Dopo aver conseguito la laurea in medicina all'Università di Santo Tomas, nel 1896 Trías divenne attivista del Katipunan, il movimento che voleva rovesciare il governo spagnolo nelle Filippine. Nel 1897 si attivò per reclutare le truppe rivoluzionarie nel Cavite.
Nel convenzione di Tejeros Trías parteggiò per Emilio Aguinaldo e, dopo la vittoria di quest'ultimo su Andrés Bonifacio, divenne vicepresidente del governo rivoluzionario. Nel corso del 1897 Trías fu a capo di diverse incursioni contro le truppe spagnole. Dopo la creazione del governo rivoluzionario, Trías assunse l'incarico dapprima di Segretario delle Finanze, poi quello di Segretario della Difesa.
Durante il conflitto contro gli Stati Uniti Trías assunse il comando di generale nelle azioni di guerriglia contro l'esercito americano nel Cavite. Trías si arrese, insieme ad altri comandanti dell'esercito filippino, il 13 maggio 1901.
Trías fu uno dei fondatori del Partito Nazionalista delle Filippine. Nelle elezioni dl 1907 sostenne la candidatura di Rafael Palma, mentre in quelle del 1912 promosse le candidature di Antero Soriano e Florentino Joya. Nel 1904 partì per gli Stati Uniti e partecipò come membro onorario per le Filippine all'Esposizione internazionale della Luisiana. Successivamente divenne governatore del Cavite. Morì per un'appendicite nel 1914